# Lincolnwood
Lincolnwood es una villa ubicada en el condado de Cook en el estado estadounidense de Illinois. En el Censo de 2010 tenía una población de 12590 habitantes y una densidad poblacional de 1.806,4 personas por km².

## Geografía
Lincolnwood se encuentra ubicada en las coordenadas 42°0′20″N 87°43′59″O / 42.00556, -87.73306. Según la Oficina del Censo de los Estados Unidos, Lincolnwood tiene una superficie total de 6.97 km², de la cual 6.97 km² corresponden a tierra firme y (0%) 0 km² es agua.

## Demografía
Según el censo de 2010, había 12590 personas residiendo en Lincolnwood. La densidad de población era de 1.806,4 hab./km². De los 12590 habitantes, Lincolnwood estaba compuesto por el 66.92% blancos, el 1.06% eran afroamericanos, el 0.07% eran amerindios, el 26.67% eran asiáticos, el 0.02% eran isleños del Pacífico, el 2.3% eran de otras razas y el 2.95% pertenecían a dos o más razas. Del total de la población el 6.82% eran hispanos o latinos de cualquier raza.